# Stropnice
Stropnice (dříve nazývána Borovanský potok) je řeka v Jihočeském kraji. Je to pravostranný přítok Malše a je jejím nejvýznamnějším přítokem. Délka toku je 58,9 km, z toho 58,4 km je v Česku a nebo na česko-rakouské hranici. Plocha povodí měří 402,4 km².

## Průběh toku
Řeka pramení na hranicích České republiky a Rakouska v Novohradských horách na svahu Vysoké v nadmořské výšce 862 m. Vlastní pramen je v Rakousku. Nejprve teče severním až severovýchodním směrem. Pod Horní Stropnicí se na řece nachází vodní nádrž Humenice. Pod ní Stropnice protéká parkem Terčino údolí. Dále po proudu u Nových Hradů posiluje tok říčky zprava Novohradský potok. Zhruba po dalších pěti kilometrech (pod ústím Vyšenského potoka) se řeka obrací na severozápad. Tímto směrem proudí až k Borovanům, odkud dále pokračuje na západ. Nedaleko svého ústí na 5,0 říčním kilometru přibírá Stropnice zleva svůj největší přítok Svinenský potok, který je dlouhý 30 kilometrů. Vlévá se u Dolní Stropnice do řeky Malše na jejím 16,8 říčním kilometru v nadmořské výšce 400 m.

### Větší přítoky
- levé – Janovský potok, Žárský potok (16 km), Čeřejovský potok, Svinenský potok (34 km), Pašinovický potok, Vrážský potok
- pravé – Novohradský potok, Dvorský potok, Vyšenský potok (Jakule) (11 km), Vrcovský potok Radostický potok, Trocnovský potok, Řevňovický potok, Lomecký potok

## Vodní režim
Hlásné profily:
| místo           | říční km | plocha povodí | průměrný průtok (Qa) | stoletá voda (Q100) |
| --------------- | -------- | ------------- | -------------------- | ------------------- |
| pod VD Humenice | 45,00    | 35,54 km²     | 0,34 m³/s            | 51 m³/s             |
| Štiptoň         | 40,90    | 70,50 km²     | 0,62 m³/s            | 78 m³/s             |
| Borovany        | 18,80    | 215,55 km²    | 1,39 m³/s            | 136 m³/s            |
| Pašinovice      | 3,30     | 399,87 km²    | 2,45 m³/s            | 221 m³/s            |

## Galerie

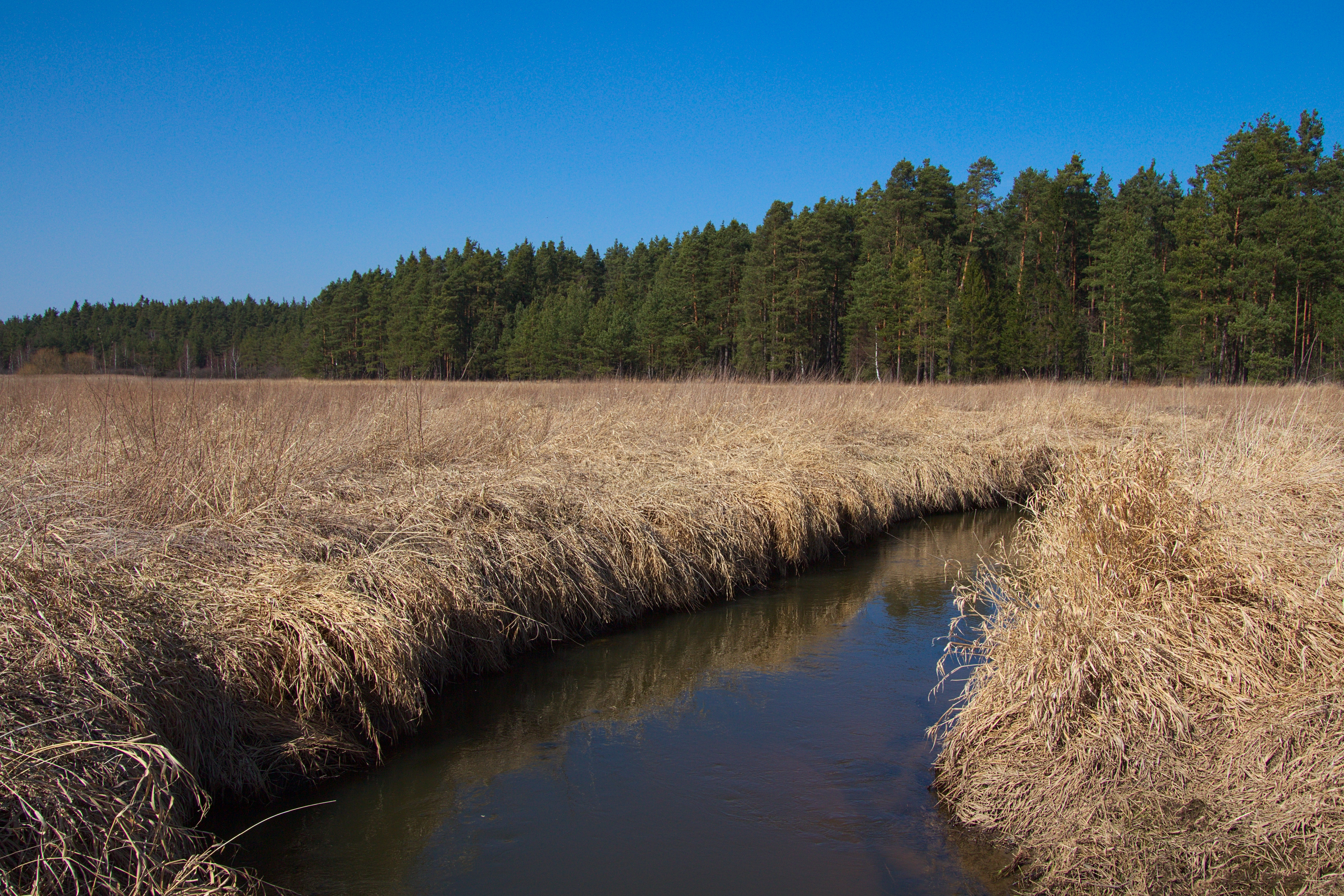
Stropnice v NPR Brouskův mlýn
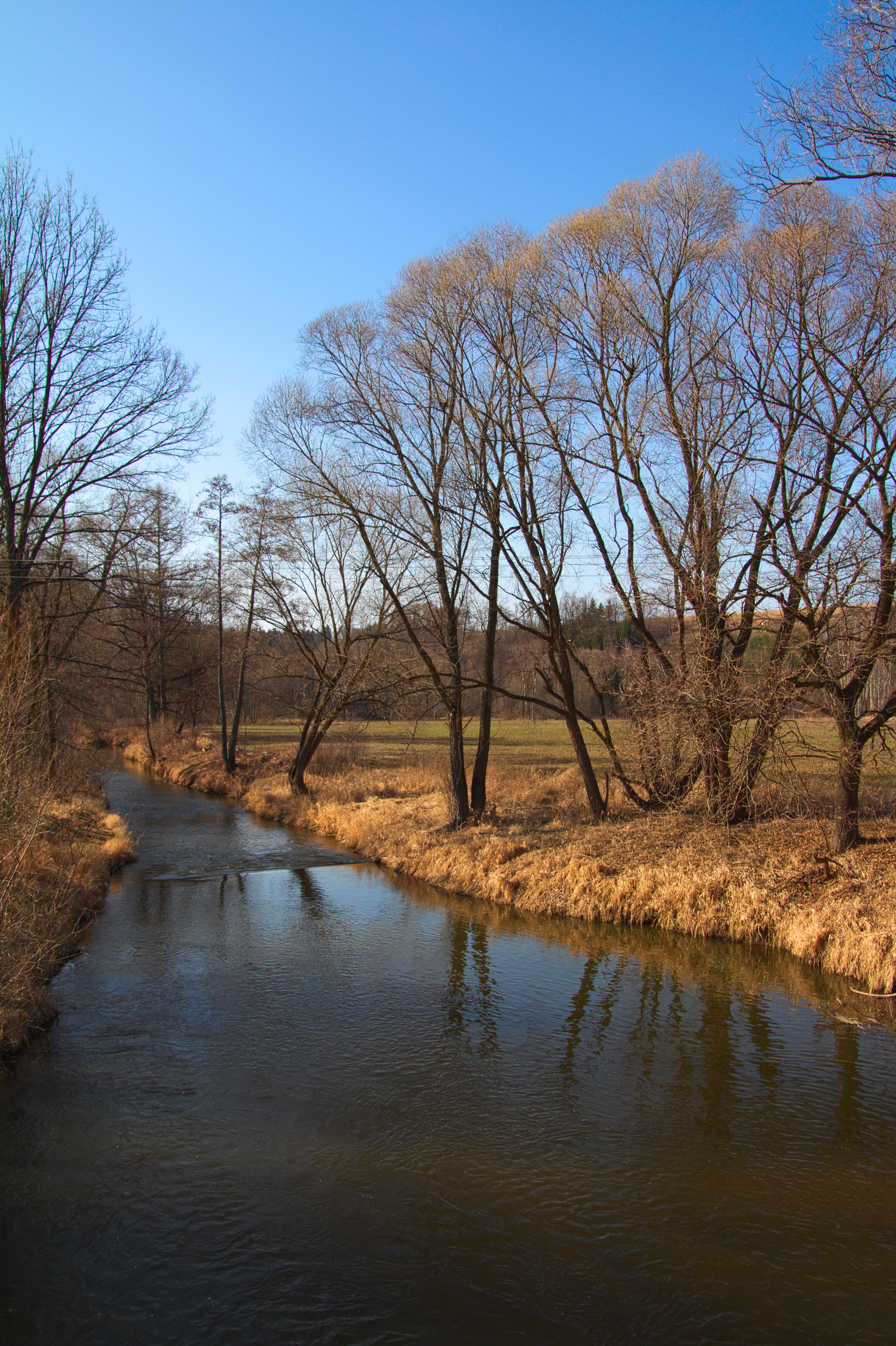
Stropnice u Pašínovic